# Auguste Jordan
Auguste Jordan, nato August Jordan (Linz, 21 febbraio 1909 – Château-Thierry, 17 maggio 1990), è stato un calciatore e allenatore di calcio austriaco naturalizzato francese, di ruolo centrocampista.

## Carriera
Con il Racing Club di Parigi vinse il campionato francese nel 1936 e la Coppa di Francia nel 1936, 1ne 1939 e nel 1945. Da allenatore vinse un campionato belga nel 1963 con lo Standard Liegi.

## Palmarès

### Competizioni nazionali
- Campionato austriaco di calcio amatoriale: 1

LASK Linz: 1931
- Campionato francese: 1

RC Paris: 1935-1936
- Coppa di Francia: 4

RC Paris: 1935-1936, 1938-1939, 1939-1940, 1944-1945
- Ehrenliga Saarland: 1

Saarbrücken: 1950-1951

### Competizioni regionali
- Campionato della Bassa Austria: 2

LASK Linz: 1929-1930, 1930-1931
- Coppa della Bassa Austria: 1

LASK Linz: 1930-1931